# Loir-et-Cher
Loir-et-Cher este un departament francez situat în regiunea Centre-Val de Loire. Numele său provine de la două râuri care îl traversează: Loir, în nord, și Cher, în sud. Prefectura sa este Blois. INSEE și La Poste îi atribuie codul 41.

## Identitate
Crearea departamentelor în 1790 nefiind perfect aliniată cu vechile subdiviziuni teritoriale ale Regatului Franței, Loir-et-Cher a întâmpinat dificultăți în formarea unei identități departamentale proprii de-a lungul istoriei.
Într-adevăr, al 41-lea departament al Franței este rezultatul unei reuniri aproximative a comitatelor rivale Blois și Vendôme, la care s-au adăugat ajustări teritoriale din fostele ducate de Touraine, Orléanais și Berry. Locuitorii săi, așa cum reiese din denumirile comunelor formate după Revoluție, preferă în general să se identifice cu regiunile naturale (Sologne, Beauce și Perche) și cu cursurile de apă (în special Loara, Loir și Cher), mai degrabă decât cu vechile provincii.
Totuși, departamentul își găsește unitatea prin atracțiile sale turistice, datorită unui patrimoniu istoric bogat combinat cu activități moderne, precum traseele ciclabile (ex.: La Loire à Vélo), ZooParc de Beauval (din Saint-Aignan) sau Center Parcs des Hauts de Bruyères (din Chaumont-sur-Tharonne). De asemenea, prezența semnificativă a spațiilor naturale specifice regiunilor Sologne și Beauce contribuie la identitatea sa.

## Geografie

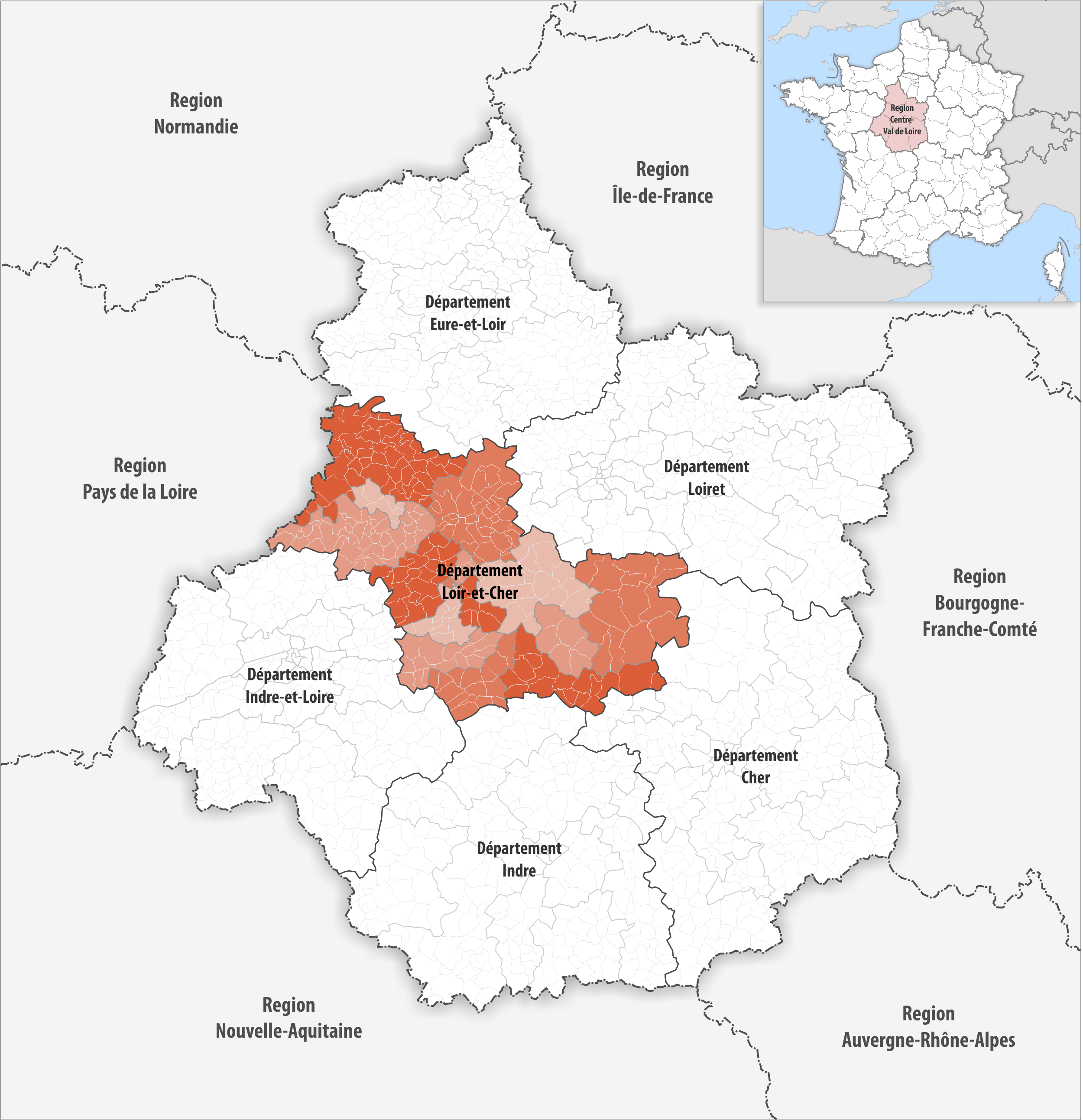
Hartă a departamentului Loir-et-Cher în regiunea Centre-Val de Loire.

Departamentul Loir-et-Cher face parte din regiunea Centre-Val de Loire. Învecinându-se cu departamentele Eure-et-Loir, Loiret, Cher, Indre, Indre-et-Loire și Sarthe, este situat în centrul-vest al Franței.
Loir-et-Cher are o suprafață de 6.343 km², situându-se pe locul 31 la nivel național. Beneficiază de o poziție geografică privilegiată, în inima regiunii Centre-Val de Loire și la sud de Bazinul Parisian. Axul Loarei, activ și dinamic, apropie Blois, prefectura departamentului, de cele două mari aglomerații învecinate: Orléans (capitala regională și prefectura Loiret) și Tours (prefectura Indre-et-Loire).
Situat la confluența regiunilor Perche, Beauce, Sologne și Touraine, Loir-et-Cher își găsește identitatea teritorială în diversitatea peisajelor sale. Străbătut în centru de Loara, departamentul este traversat și de două râuri importante care îi dau numele: Loir, în nord-vest, și Cher, în sud, formând nuclee majore de populație în afara aglomerației Blois. De asemenea, departamentul se caracterizează prin numeroase lacuri, concentrate în principal în Sologne.

### Peisaje
Contrastant prin diversitatea peisajelor sale datorită geodiversității, Loir-et-Cher are, de asemenea, o biodiversitate remarcabilă și o rețea hidrografică ce însumează peste 4 000 de kilometri de cursuri de apă.

### Relief

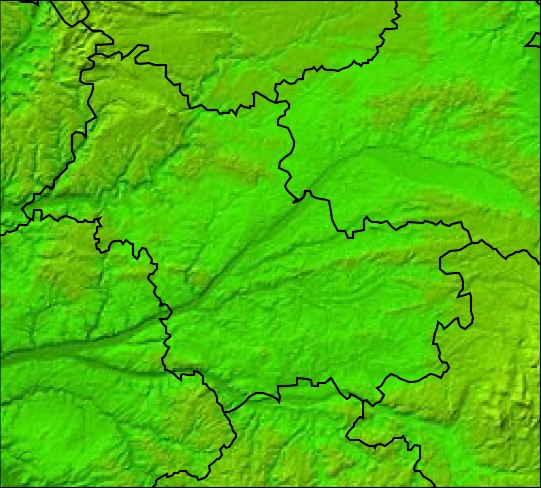
Topografia din Loir-et-Cher.

Loir-et-Cher este un departament de câmpie, al cărui punct culminant (256 m) se află la Bouffry (masa de orientare este situată la ieșirea din satul Fontaine-Raoul, pe un domeniu aparținând comunei Bouffry). Principalele văi ale departamentului se concentrează de-a lungul fluviului Loara (între Rilly-sur-Loire și Avaray, trecând prin Blois și Chaumont-sur-Loire), al râului Loir (între Montoire-sur-le-Loir și Morée, trecând prin Vendôme) și al râului Cher (între Saint-Georges-sur-Cher și Mennetou-sur-Cher, trecând prin Montrichard). Restul departamentului este relativ plat, în regiunile Sologne și Beauce.

### Geologie
Subsolul departamentului Loir-et-Cher este alcătuit exclusiv din roci sedimentare datând din Mezozoic (Cretacic), Neozoic (Paleocen și Pliocen) și Cuaternar. Loir-et-Cher se află într-o parte a bazinului parizian, unul dintre cele trei bazine sedimentare din Franța.
Regiunile naturale ale departamentului Loir-et-Cher sunt strâns legate de natura subsolului. Astfel, Valea Loarei este acoperită de aluviuni cuaternare depuse de fluviul Loara. Pădurea din Sologne se sprijină pe un subsol argilo-nisipos format între Miocen și Pliocen (formarea nisipurilor și argilelor din Sologne), precum și pe aluviuni cuaternare ale teraselor înalte.
La Pontlevoy și Contres, s-au format nisipuri fosilifere marine, cunoscute sub numele de falunurile Blésois, în timpul Langhianului.
Beauce, vastă regiune agricolă, prezintă aflorimente ale formațiunilor lacustre de calcar din Beauce (Aquitanian), calcar din Étampes (Rupelian) și calcar din Touraine (Lutețian-Priabonian). Fertilitatea „grânarului Franței” este asigurată de un strat subțire de loess (până la 1 m grosime) depus în timpul diferitelor perioade glaciare și interglaciare din Cuaternar.
Subsolul regiunii Gâtine beauceronne este alcătuit din nisipuri, argile și conglomerate, roci silicioase și argilo-silicioase formate prin alterarea unor roci mai vechi în timpul Paleocenului și Eocenului. Aceste roci, puțin favorabile agriculturii, apar și în regiunile Gâtine tourangelle și berrichonne, precum și în Perche.
De-a lungul văilor râurilor Loir și Cher, ies la suprafață calcare cretoase și calcare mai mult sau mai puțin silicioase (tuf calcaros) datând din Turonian până în Campanian, care au fost intens exploatate în cariere (ex.: tuful alb de Bourré).
La sud de Mennetou-sur-Cher și în Perche (ex.: în apropiere de Sargé-sur-Braye), nisipurile din formațiunile sables du Perche și sables de Vierzon sunt dificil de observat la suprafață. Aceste roci de origine marină datează din Cenomanian.
Cele mai vechi roci din Loir-et-Cher sunt argile nisipoase și marne formate în timpul Albianului, care apar la suprafață în comuna Maray.

### Climă
Climatul acestui departament este de tip oceanic degradat specific câmpiilor din Centru, cu excepția câtorva comune din Valea Loarei, care beneficiază de un climat oceanic alterat, precum Romorantin.
Se remarcă, de asemenea, un microclimat pronunțat în sudul departamentului, în Sologne. Acest microclimat este favorizat de un tip de sol specific acestei regiuni – solul nisipos. Acest teren fin și relativ sărac absorbă o mare parte a radiației solare în timpul zilei, ceea ce poate duce la diferențe de temperatură de până la 3 °C mai mult față de alte stații meteorologice din întreaga regiune Centre-Val de Loire!
Noaptea, fenomenul este invers: solul reflectă intens radiația lunară, ceea ce duce la scăderea temperaturii minime cu 3 până la 6 °C în comparație cu celelalte stații meteorologice din departament sau din regiune.

### Ocupația solului
Loir-et-Cher este acoperit în proporție de o treime din suprafața sa de păduri și medii semi-naturale (tufișuri, spații deschise). Este departamentul cel mai împădurit din regiune.
Cu un grad de artificializare de 4,1 %, departamentul se apropie de media regională (4,4 %), regiunea Centre-Val de Loire rămânând una dintre cele mai puțin artificializate din Franța în 2018.
În perioada 2012-2018, gradul de artificializare s-a stabilizat în departament. Cu toate acestea, conform fișierelor cadastrale, una dintre cele șase comune din regiune afectate de modificări teritoriale de peste 100 de hectare în perioada 2009-2018 se află în acest departament: Le Controis-en-Sologne.

### Comune

#### Recorduri de suprafață
La 1 ianuarie 2023, departamentul Loir-et-Cher număra 267 de comune.
- Cea mai întinsă comună este Beauce la Romaine, cu o suprafață de 136,51 km².
- Cea mai mică comună este Saint-Jacques-des-Guérets, cu doar 1,81 km².

### Transporturi

#### Transportul rutier
Principalul ax rutier al departamentului este autostrada A10, care leagă Blois de Orléans și Tours și, mai departe, de Paris și Bordeaux.
Estul și sudul departamentului Loir-et-Cher sunt traversate de autostrăzile A71 și A85, care se intersectează în apropiere de Vierzon.
- A71 leagă Romorantin-Lanthenay și Salbris de Orléans, Paris, Clermont-Ferrand și Limoges (prin A20).
- A85 asigură legătura cu Tours.

Drumul național 10 este principalul ax rutier care traversează Vendôme. A fost luată în considerare dublarea sa printr-o autostradă A110 Chartres–Tours, însă acest proiect a fost abandonat.
Dintre toate fostele drumuri naționale din departament, RN 10 este singurul care a rămas în rețeaua națională, după ce multe dintre acestea au fost retrogradate la statut de drumuri departamentale în anii 1970.
Pentru a compensa lipsa de întreținere a drumului de către stat, departamentul încearcă în prezent să își asume responsabilitatea administrării sale.

#### Transport feroviar
Principalele gări pentru transportul de călători din departament sunt Blois–Chambord și Vendôme–Villiers-sur-Loir.
Cele patru linii feroviare principale din departamentul Loir-et-Cher sunt:
- Linia Paris-Austerlitz – Bordeaux-Saint-Jean
- Linia Aubrais–Orléans – Montauban–Ville-Bourbon
- Linia Vierzon – Saint-Pierre-des-Corps
- LGV Atlantique (linie de mare viteză)

Deși toate aceste linii sunt bine echipate (dublă cale, electrificare), o mare parte a traficului (cu excepția primei linii) traversează departamentul fără a-l deservi direct.
Două linii secundare completează rețeaua feroviară a departamentului:
- Linia Brétigny – La Membrolle-sur-Choisille
- Linia Salbris – Le Blanc (astăzi limitată la Valençay și mai cunoscută sub numele de Blanc-Argent)

Aceasta din urmă este una dintre ultimele linii cu ecartament metric din Franța. Este operată de Compagnie du Blanc-Argent (filială a Keolis) și funcționează conform unor reguli de exploatare speciale, unele opriri fiind facultative.

## Istorie
Date importante pe teritoriul Loir-et-Cher
- c. 497: Cucerirea bazinului blésois de către Clovis I
- 832: Crearea titlului de conte de Blois în favoarea lui Guillaume d'Orléans
- 834: Bătălia de la Chouzy
- c. 940: A doua creare a comitatului în favoarea lui Theobald I, supranumit „Trișorul”
- 30 august - 6 septembrie 1356: A doua incursiune a Prințului Negru
- 24 - 27 aprilie 1429: Trecea Ioanei d'Arc prin Blésois
- 7 aprilie 1498: Încoronarea lui Ludovic al XII-lea
- 23 decembrie 1588: Asasinarea ducelui de Guise
- 2 februarie 1660: Integrarea definitivă a comitatului Blois în domeniul regal
- 1 iulie 1697: Crearea episcopiei Blois
- 4 mai 1724: Inaugurarea podului Jacques-Gabriel
- 4 martie 1790: Crearea departamentului
- 1815 - 1818: Ocupația prusacă la nord de Loara
- 2 aprilie 1846: Deschiderea liniei feroviare Orléans-Blois-Tours
- 3 iunie 1856: Cea mai gravă inundație a Loarei de la Revoluție
- 28 ianuarie 1871: Bătălia de la Blois-Vienne și începutul ocupației prusace din 1871
- 10 mai 1871: Eliberarea Loir-et-Cher în urma Tratatului de la Frankfurt
- 15 - 18 iunie 1940: Bombardamente germane asupra Blois
- 24 octombrie 1940: Întâlnirea de la Montoire între Philippe Pétain și Adolf Hitler
- 1 septembrie 1944: Eliberarea orașului Blois
- 30 mai 1952: Primul spectacol son et lumière din lume, la Chambord
- 14 septembrie 2020: Prima utilizare pe teritoriul departamentului a bombardierelor de apă pentru stingerea unui incendiu[6]

## Demografie
În 2022, departamentul avea o populație de 328 953 de locuitori, înregistrând o scădere de -1,15 % față de 2016 (Franța fără Mayotte: +2,11 %).
| An        | 1801    | 1826    | 1846    | 1866    | 1886    | 1906    | 1931    | 1962    | 1990    | 2006    | 2014    | 2022    |
| --------- | ------- | ------- | ------- | ------- | ------- | ------- | ------- | ------- | ------- | ------- | ------- | ------- |
| Populație | 209 957 | 230 666 | 256 833 | 275 757 | 279 214 | 276 019 | 241 592 | 250 741 | 305 937 | 325 182 | 344 121 | 328 953 |

## Personalități
- Theobald I, supranumit „Trișorul”, viconte de Blois care s-a ridicat la rangul de conte în detrimentul lui Hugo Capet, fiind o figură marcantă a ascensiunii feudalismului în Franța medievală.
- Adela de Normandia, fiica lui Wilhelm Cuceritorul, căsătorită cu contele Ștefan al II-lea de Blois.
- Ștefan al Angliei, fiul precedentei, devenit rege al Angliei între 1135 și 1154.
- Ioana d'Arc, eroină națională a Războiului de 100 de Ani.
- Ludovic al XII-lea, inițial conte de Blois, apoi încoronat rege al Franței și simbol al Renașterii franceze.
- Anne de Bretania, soția precedentului.
- Regina Claude, fiica lui Ludovic al XII-lea și a Annei de Bretania.
- Francisc I, succesorul lui Ludovic al XII-lea și soțul precedentei.
- Leonardo da Vinci, emigrat din Italia, a contribuit la realizarea mai multor edificii din departament.
- Pierre de Ronsard, poet.
- Antoine Boësset, muzician la curtea lui Ludovic al XIII-lea, superintendent al Muzicii Camerei Regelui între 1623 și 1643.
- Gaston de Orléans, ultimul conte de Blois.
- Augustin Thierry, istoric.
- Denis Papin, fizician și inventator.
- Jack Lang, ministru al Culturii, inițiator al sărbătorii anuale a muzicii, apoi primar al orașului Blois.